# Minicross

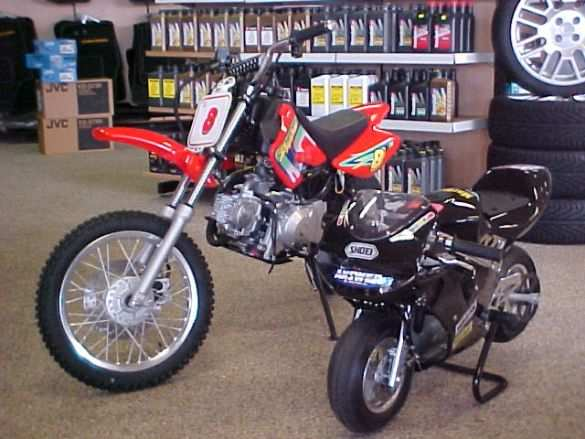
Minibike motorka

Minicross (rozlišují se typy minicross a minibike) je zmenšený typ motocyklu, určený pro určité formy motokrosu. Oproti ostatním motocyklům, určeným pro tento sport, jsou většinou dvakrát menší, mají dvoutaktový motor o objemu většinou 49 cm3, obvykle jezdí na benzín. Tyto zmenšené motocykly jsou určeny jednak pro mladší závodníky, používají je ale i dospělí. Minicross jede cca 55 km/h a minibike cca 70 km/h (záleží dle převodu)-
Podle terénu, pro který jsou určeny, se dělí na dvě formy:
- minibike - silniční varianta, má rozměry přibližně 97 cm (délka) x 57 cm (výška) x 45 cm (výška sedla).
- minicross - "crossová" varianta (do lehčího terénu, například kvalitnější polní cesty, liší se především přidáním odpružení, které minibike nemá), má rozměry přibližně 110 cm x 80 cm x 50 cm.